# Folium van Descartes

Grafiek van het Folium van Descartes

Het folium van Descartes (folium: Latijn voor blad) is een wiskundige kromme die voor het eerst beschreven werd door Descartes en Roberval in 1638 en later ook door Mersenne en Huygens, die de vergelijking van de asymptoot vond. Tijdens de studie van Descartes en Roberval beschouwden ze enkel de lus in het eerste kwadrant. Zij waren van mening dat die in de drie andere kwadranten herhaald werd, vandaar de naamgeving blad.

## Wiskundige definitie
Deze kromme kan niet beschouwd worden als een eenvoudige meetkundige plaats. Hij kan op verschillende wijzen gedefinieerd worden, en wel door:
- zijn cartesische vergelijking:

{\displaystyle x^{3}+y^{3}-3axy=0}
- zijn polaire vergelijking:

{\displaystyle \rho ={\frac {3a\sin \theta \cos \theta }{\cos ^{3}\theta +\sin ^{3}\theta }}}
of 
{\displaystyle \rho ={\frac {3a\sec \theta \tan \theta }{1+\tan ^{3}\theta }}}
- zijn parametervergelijking met parameter {\displaystyle t}:

{\displaystyle x={\frac {3at}{1+t^{3}}}}
{\displaystyle y={\frac {3at^{2}}{1+t^{3}}}=xt}
In al deze vergelijkingen is {\displaystyle a} steeds een parameter van de kromme. In de grafiek is {\displaystyle a=1}.

## Eigenschappen
- Deze kromme heeft een asymptoot met de vergelijking {\displaystyle x+y=-a}.
- De oorsprong wordt tweemaal bereikt, een zogenaamd singulier punt.